# チャンサン・マハ

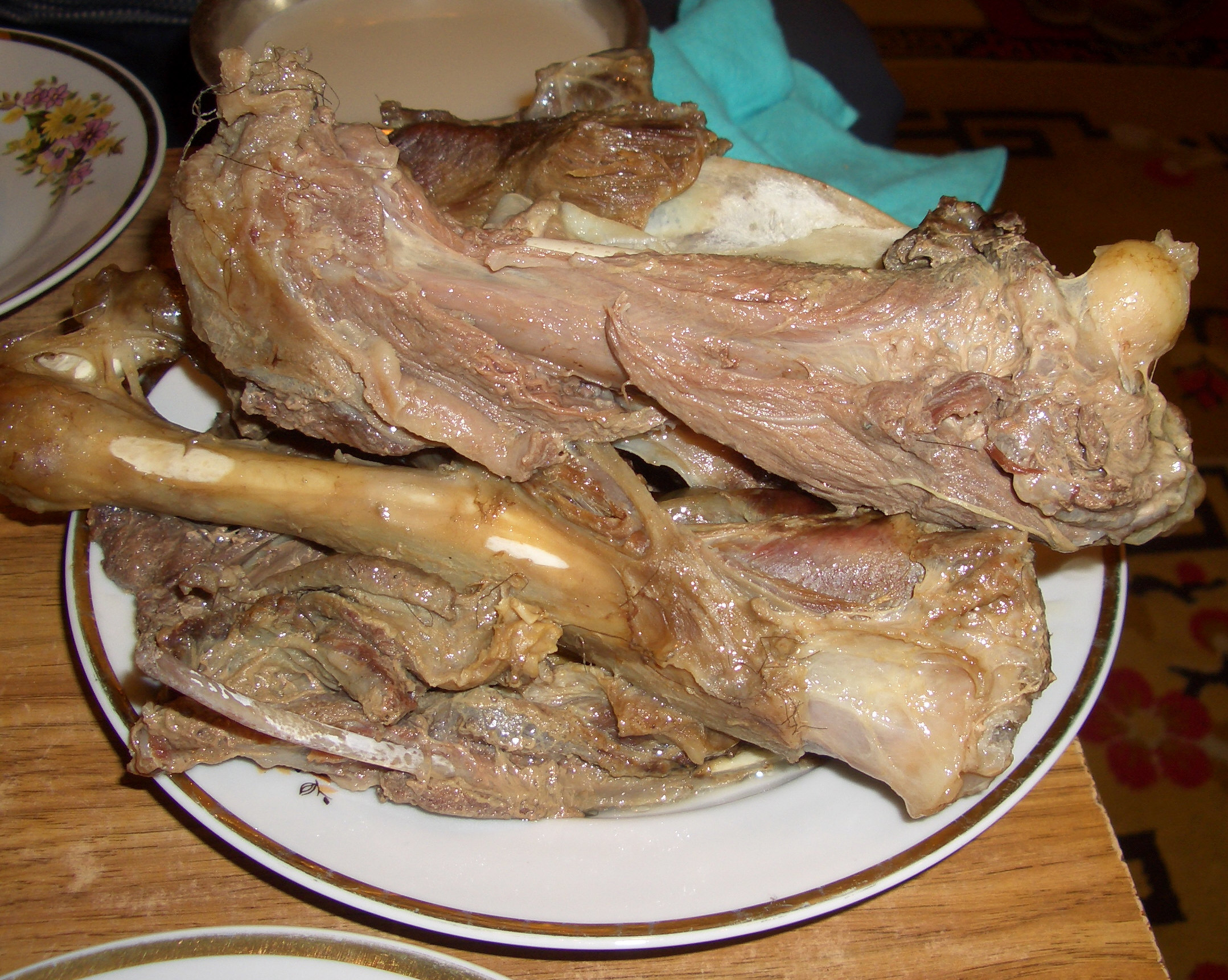

チャンサン・マハ（モンゴル語: чанасан мах）はモンゴルの伝統料理。骨付きの羊肉を長時間かけて塩茹でする。野菜の切れ端を一緒に入れて煮込むこともある。
冬には氷点下30度に到達することが珍しくないモンゴルにおいて、羊肉は体を温める食材として用いられる。派生した料理にはヴォフロフというチャンサン・マハをスープ仕立てにしたようなものが存在する。